# ميخائيل جي. كيربي
ميخائيل جي. كيربي (بالإنجليزية: Michael G. Kirby)‏ هو سياسي أمريكي، ولد في 2 أبريل 1952. حزبياً، نشط في الحزب الديمقراطي. وقد انتخب عضو جمعية ولاية ويسكونسن.